# Callomyia
Genre
Callomyia est un genre de diptères de la famille des Platypezidae.

## Espèces
- Callomyia amoena Meigen, 1824
- Callomyia dives Zetterstedt, 1838
- Callomyia elegans Meigen, 1804
- Callomyia saibhira Chandler, 1976
- Callomyia speciosa Meigen, 1824